# Lasiodora erythrocythara
Lasiodora erythrocythara là một loài nhện trong họ Theraphosidae.
Loài này thuộc chi Lasiodora. Lasiodora erythrocythara được Cândido Firmino de Mello-Leitão miêu tả năm 1921.